# 5 Minute Walk
5 Minute Walk é uma gravadora independente fundada por Frank Tate em Abril de 1995.
A sua sede está fixada em Concord, Califórnia. Eles apenas representam bandas cristãs. A própria empresa está envolvida em causas filantrópicas, tendo as vendas de álbuns e tornés objectivo de angariar fundos para determinadas causas. Um dos responsáveis é Masaki Liu da Masaki One Way Studio e o produtor executivo Frank Tate.
Os álbuns lançados pela 5 Minute Walk forem distribuídos pela Diamante Music Group até Setembro de 1998. . Mais tarde estabeleceram um contrato com a ForeFront Records para a sua distribuição através de uma filial da EMI. Em 2001, a gravadora quebrou os contratos com todos os artistas e bandas, excepto com Five Iron Frenzy. Quando eles se separaram no final de 2003, o vocalista Reese Roper assinou novo contrato sob o nome de "Roper". Esse grupo lançou um álbum Brace Yourself for the Mediocre em finais de 2004, e no final de 2006 separaram-se.
Têm igualmente uma outra marca associada, a SaraBellum Records. Os álbuns lançados por ela eram distribuídos pela Warner Music Group. Acabou por ser fundida numa única empresa em 2001, mudando a distribuição para a EMI e a Diamante.

## Slogan
"Love God, Love Others, Take Time to Listen."
É tirado de uma entrevista entre Harmon Leon e Frank Tate:
| “ | Se passares 5 minutos por dia num passeio com Jesus como se fosse um com amigo teu, Ele acaba por se tornar teu amigo. Sei que isto pode parecer estranho, mas desafio-te a experimentar. Quandos estiveres triste, sozinho, assustado ou frustrado, faz um passeio de 5 minutos, fala com Ele como se fosse um velho amigo teu. Diz-Lhe exatamente como te sentes e o que pensas. | ” |